# Янстройлаг
Исправи́тельно-трудово́й ла́герь Янстро́я Дальстро́я (Янсстройла́г) — лагерное подразделение, действовавшее в структуре Дальстроя.
Также известен как Лагерное отделение Янстроя, Хандыгский исправительно-трудовой лагерь.

## История
Янстройлаг организован не позднее 1951 года как лагерное отделение Янстрой и лишь в 1952 году был реформирован в исправительно-трудовой лагерь. Управление Янстройлага размещалось в посёлке Хандыга, Якутская АССР. В оперативном командовании оно подчинялось первоначально Главному управлению исправительно-трудовых лагерей Дальстроя, а позднее — Управлению северо-восточных исправительно-трудовых лагерей Министерства юстиции СССР (УСВИТЛ МЮ). Позднее сам УСВИТЛ был передан в систему Министерства внутренних дел.
Максимальное единовременное количество заключённых достигало 4400 человек.
Янстройлаг закрыт не ранее 1954 года.

## Производство
Основным видом производственной деятельности заключённых были строительство, дорожное строительство, обслуживание дорог, добыча угля, лесозаготовки, сельскохозяйственные работы.

## Начальники лагеря
- п/п Гаврилин ?.?. (упом. 20.06.1952)
- кап. Перевертайло ?.?. (упом. 01.08.1953)